# Marc Streel

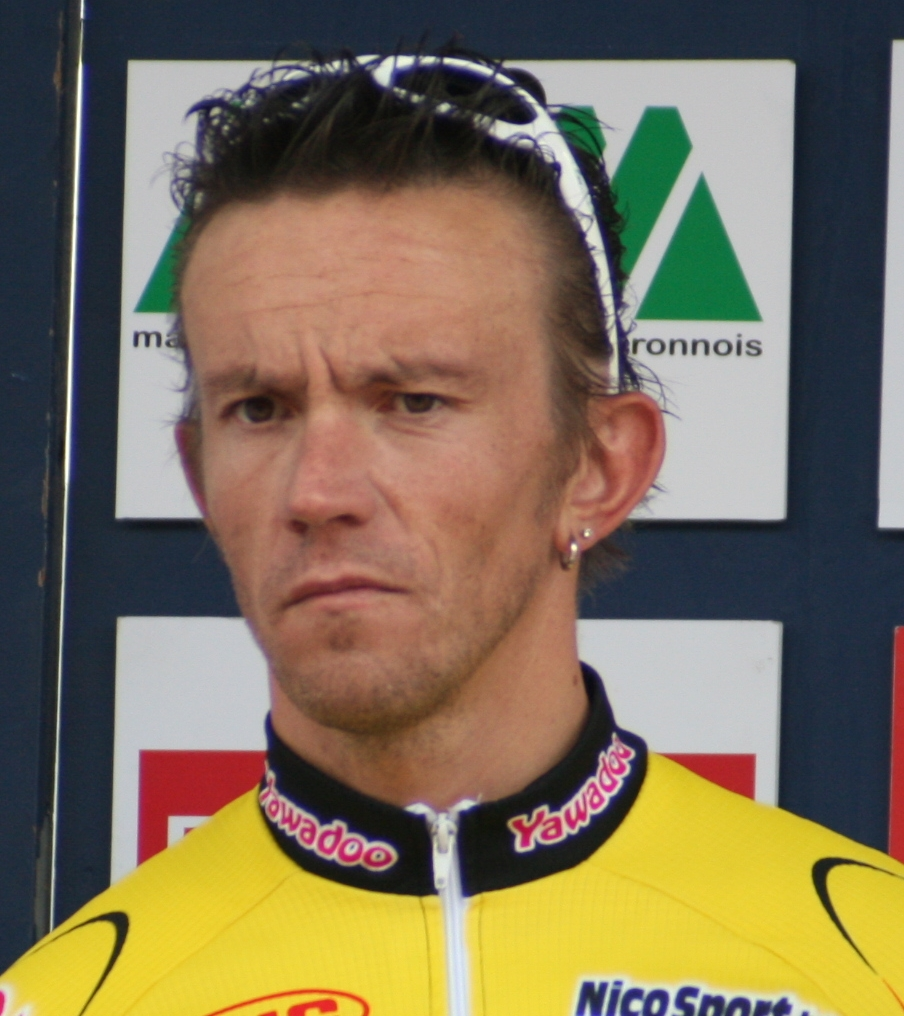
Marc Streel bei der belgischen Zeitfahrmeisterschaft 2008 in Mouscron

Marc Streel (* 12. August 1971 in Waremme) ist ein belgischer Radrennfahrer.
Marc Streel gewann 1991 den Prolog der Ronde van Limburg. Im nächsten Jahr gewann er zwei Etappen bei der Ronde van Antwerpen und 1993 gewann er dort wieder eine Etappe und ein Teilstück bei der Tour de Liège. In der Saison 1996 gewann er für seine Mannschaft Tönissteiner-Saxon den Flèche Hesbignonne-Cras Avernas und jeweils eine Etappe bei der Tour de l’Oise und des Circuit Franco-Belge. 1997 wurde Streel zum ersten Mal belgischer Meister im Zeitfahren. Ein Jahr später war er bei den Eintagesrennen GP du Nord-Pas-de-Calais und Grand Prix de Dourges und auf Etappen der Tour de la Région Wallonne und der Tour du Poitou-Charentes erfolgreich. Außerdem gewann er zwei Etappen bei der Dänemark-Rundfahrt und konnte so auch die Gesamtwertung für sich entscheiden. Ein Jahr später sicherte er sich zwei Etappensiege bei der Tour de la Région Wallonne, er gewann die beiden Eintagesrennen Grand Prix Jef Scherens und Zomergem-Adinkerke und er wurde zum zweiten Mal belgischer Zeitfahrmeister. Im Jahr 2000 gewann Streel die Ronde de St. Quentin und wieder ein Teilstück der Tour de la Région Wallonne. In der folgenden Saison konnte er sich auf einer Etappe der Friedensfahrt als Sieger feiern lassen. 2002 wechselte er zu Landbouwkrediet-Colnago, wo er 2004 eine Etappe bei den Vier Tagen von Dünkirchen gewann. 2006 sicherte sich Streel die Gesamtwertung der Tour de Namur.

## Erfolge
1996
- eine Etappe Tour de l’Oise
- eine Etappe Circuit Franco-Belge

1997
- Belgischer Meister – Einzelzeitfahren

1998
- Grand Prix de Dourges
- eine Etappe Tour de la Région Wallonne
- zwei Etappen und Gesamtwertung Dänemark-Rundfahrt
- eine Etappe Tour du Poitou-Charentes

1999
- zwei Etappen Tour de la Région Wallonne
- Grand Prix Jef Scherens
- Zomergem-Adinkerke
- Belgischer Meister – Einzelzeitfahren

2000
- Ronde de St. Quentin
- eine Etappe Tour de la Région Wallonne

2001
- eine Etappe Friedensfahrt

2004
- eine Etappe Vier Tage von Dünkirchen

## Teams
- 1994 Collstrop-Willy Naessens
- 1995–1996 Tönissteiner-Saxon
- 1997–1998 Casino
- 1999 Home-Jack&Jones
- 2000 Collstrop-De Federale Verzekeringen
- 2000 Ville de Charleroi-New Systems
- 2001 Collstrop-Palmans
- 2002–2004 Landbouwkrediet-Colnago
- 2006 Pôle Continental Wallon Bergasol-Euro Millions
- 2007 Palmans Collstrop
- 2008 Yawadoo-ABM-TV Vlaanderen